# Феньеш, Элек
Элек (Алексей) Феньеш (венг. Fényes Elek; 7 июля 1807 — 23 июля 1876, Будапешт) — венгерский писатель, статистик и географ.

## Биография
Родился в с. Чокая в Трансильвании, в то время, часть Венгерского королевства, (ныне жудец Бихор (Румыния).
Изучал философию и право. С 1830 участвовал в работе парламента в г. Пожонь. С 1835 года начал работать в Пеште, где занимался, главным образом, статистикой, географией, экономикой, более того, был последователем идей Лайоша Кошута.
В 1837 году стал членом Венгерской академии наук. В 1848 году был директором статистического департамента венгерского Министерства внутренних дел. В том же году основал первый венгерский статистической институт.
Умер в Будапеште.

## Научная и творческая деятельность
Первый большой труд Феньеша: «Magyarorszagnak sa hozzákapcsolt tartományoknak mostani állapotja statistikaj s geographiai tekinteben» (Современное положение Венгрии и соединенных с ней стран в отношении статистическом и географическом) вышел в Пеште в 1836—1840 годах.
Большим успехом пользовалась его «Magyarország statistikaja» (Пешт, 1842—43), вышедшая почти одновременно и на немецком языке («Statistik Ungarns», там же, 1843—44), а также первый венгерский «Всеобщий ручной и школьный атлас» (там же, 1845). Его «Magyarorszag leirasa» (Описание Венгрии, Пешт, 1847) представляет извлечение из предшествующих крупных трудов; на немецком языке («Ungarn im Vormärz», Лейпциг, 1851).

## Избранные публикации
- Magyarországnak s a hozzá kapcsolt tartományoknak mostani állapotja statistikai és geographiai tekintetben (1836—1840)
- Statistik des Königreichs Ungarn (1843—1844)
- Magyarország leirása (1847)
- Az ausztriai birodalom statistikája és földrajzi leirása (1857)
- A magyar birodalom nemzetiségei és ezek száma vármegyék és járások szerint (1867)